# Dell'Orto
La société Dell'Orto est une entreprise familiale italienne, dont le siège est implanté à Cabiate, dans la province de Côme, spécialisée dans la conception et la construction de carburateurs et de systèmes d'injection électronique pour moteurs à caractère sportif. 
L'entreprise occupe 383 salariés en Italie (2007) et 300 en Inde. Elle maîtrise complètement tout le cycle de fabrication de ses produits, depuis la fonderie pour constituer les alliages d'aluminium jusqu'à l'usinage des composants et le montage des produits finis.

## Histoire
L'entreprise a été créée en 1933 sous le nom de Società Anonima Gaetano Dell'Orto e Figli. Les premières fabrications concernaient des carburateurs pour motos montés en premier équipement de série sur des modèles neufs. Peu avant la seconde guerre mondiale, l'entreprise conçoit une nouvelle gamme de carburateurs en aluminium pour une utilisation sur des motos de compétition.
Au début des années 1960, la société se lance sur le marché des carburateurs spéciaux pour automobiles. Les carburateurs Dell'Orto équiperont de nombreux modèles de la gamme du groupe Fiat mais également d'autres constructeurs automobiles italiens et étrangers. 
À la fin des années 1980, sous la direction habile de Luigi Dell'Orto, fils du fondateur de la société Gaetano Dell'Orto, les premiers systèmes d'injection électronique pour motos ont permis à la société de s'affirmer dans ce domaine et de devenir le leader incontesté dans cette spécialité.
L'entreprise est aujourd'hui une société de poids dans le domaine de la carburation de moteurs de compétition. Partenaire du constructeur Gilera, elle équipe bon nombre des écuries qui participent aux Championnats du monde de vitesse moto. Elle maîtrise l'alimentation des moteurs à caractère sportif du 4 au 12 cylindres pour de très grands constructeurs comme BMW, Honda, Ferrari, Alfa Romeo, Fiat ou Renault Sport. Dell'Orto équipe également des moteurs diesel.
Dans le domaine de la moto, Dell'Orto produit également des pompes à huile et des compresseurs.
Les grandes étapes de la société :

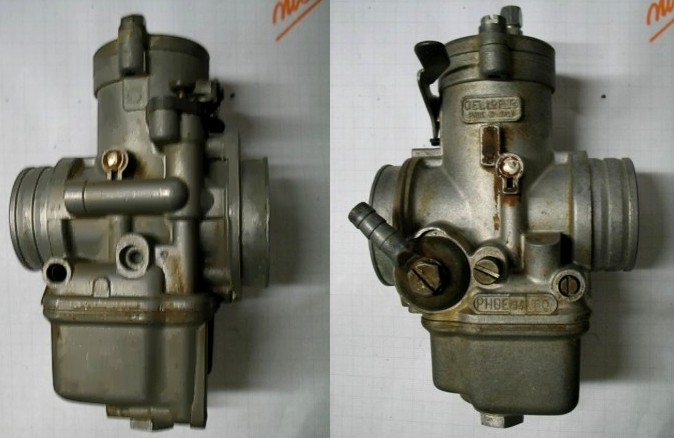
Carburateur Dell'Orto PHBE 34 RD

- 1933 - création de l'entreprise et commercialisation du premier carburateur SC 26 vendu sous le nom REX,
- 1940 - début de la spécialisation pour les moteurs à caractère sportif marqué et les moteurs de compétition, utilisation de l'aluminium sur la gamme de carburateurs SS,
- 1960 - expansion de la société dans le domaine des moteurs automobiles avec Innocenti, Alfa Romeo, Fiat, Ford, Lotus, Lancia, etc., équipement de la Vespa 50,
- 1990 - mutation vers l'injection électronique pour tous moteurs, scooters, motos et automobiles,
- 2006 - ouverture usine en Inde, équipement des motos BMW 1,2 litre boxer et 800 bi-cylindres,

## Dell'Orto India
Depuis janvier 2006, la société dispose d'une filiale en Inde afin de se développer sur les marchés asiatiques. 
Les produits Dell'Orto ont été montés sur nombre de motocyclettes de production locale et équipent les nouvelles voitures du constructeur automobile indien Tata Motors et à partir de 2008, également les Dacia-Renault Logan assemblées localement.
L'usine indienne occupe 300 personnes (2007).